# Bonamia mexicana
Bonamia mexicana är en vindeväxtart som beskrevs av J.A. Mcdonald. Bonamia mexicana ingår i släktet Bonamia och familjen vindeväxter. Inga underarter finns listade i Catalogue of Life.